# Dirphia schreiteri
Dirphia schreiteri är en fjärilsart som beskrevs av William Schaus 1925. Dirphia schreiteri ingår i släktet Dirphia och familjen påfågelsspinnare. Inga underarter finns listade i Catalogue of Life.